# 陳達 (1906年)
陳達（1906年4月16日—1981年4月11日），小名紅目達仔，是一位出生於臺灣屏東縣恆春鎮大樹房砂尾路的歌手。他以融合彈奏月琴及故事敘說並具個人特色的民謠演出著稱。

## 生平
陳達據言有四分之一的台灣原住民血統，上有4個哥哥、3個姊姊，排行老么，雖然他從未受過學校教育，也不識字，也不識樂譜，他的音樂更沒有師承，但因他的大哥與四哥都是村子裡的好歌手，陳達耳濡目染，樂器更是借用哥哥的月琴而無師自通，故其主要使用樂器為月琴，喜歡吟唱恆春民謠。29歲時，陳達因病而產生眼疾。
陳達並未企圖成為職業歌手，他曾經從事水泥工、打石工、木炭工、看牛工、收割稻草工人等職業，自20歲起，經常受邀自編自唱，日治時代，他的歌聲在恆春一帶已嶄露頭角。民國時代，60歲的陳達因一隻眼睛患有眼疾，被人稱為「紅目達仔」，同時，齒牙開始動搖，不過，仍然是當地極為搶手的民歌演唱人。
陳達一次去高東輝的恆春鎮診所上門就醫，因付不出醫療費，就彈唱《思想起》充抵醫藥費，傳為地方美談。
1967年，音樂家與學者史惟亮和許常惠於「民歌採集運動」采風時，在恆春找到了62歲、貧病交加的陳達，此後，2人積極保存陳達的演唱，1971年，邀陳達到台北錄製出版《民族樂手陳達和他的歌》唱片1張，1977年，邀他來台北參加「第一屆民間樂人音樂會」演唱，次年再度錄音出版《陳達與恆春調說唱》唱片1張。
可惜在1975年，陳達開始出現精神病症狀，經常在街頭遊盪，於1979年眼盲、耳聾，且被確診為精神分裂症。
1981年他決定回到恆春故鄉，4月11日，在過馬路時被一輛超速的遊覽車撞到，送往恆春醫院後，醫生以「醫術未達」為由不予處理，救護車轉往屏東醫院，陳達於途中宣告不治，享壽75歲。

## 特色及評價
由於他的歌聲蒼涼，歌詞相當有詩境，搭配月琴清唱，再加上其情感十分豐沛，被邀到台北接受採訪後大受歡迎，電視與和報章媒體紛紛報導，並錄製了專輯，其中最有名的歌曲，就是《思想起》。
從日治時代到二戰結束，60歲以前的陳達曾經走遍高、屏一帶的南台灣農村，演唱了40年的台灣唸歌，所唱內容都是由他自己編成，有長篇的敘事題材，如《阿遠與阿發父子的故事》，也有短篇的即興之作，包括感謝、祝賀、勸世、回憶、寫景與愛情等題材。他所演唱的曲調以《五孔仔調》（又稱《江湖調》）、《雜唸仔調》、《七字仔調》為主，並引進《思想起》、《四季春》、《台東調》、《牛尾擺》、《草螟弄雞公》、《哭調》等恆春一帶的民歌成為台灣說唱曲牌，其中以傳統曲調《五孔仔調》與民歌曲牌《思想起》、《四季春》用的最多，由於他的演唱不拘於任何曲牌，而以節奏自由、似吟似唱的方式進行，所以，許常惠譽之為「未經人工改造的遊吟詩人」、是「作曲家兼演唱家」，也是台灣最後一個傳統說唱藝人。
音樂家史惟亮曾說：「他是一個作曲家，因為他要適應歌詞，而能自由修改一個既有的曲調。他是詩人，因為他能即景生情，創造活生生的歌詞來描寫感情、講故事或說道理。他也是自彈自唱的演唱家。」

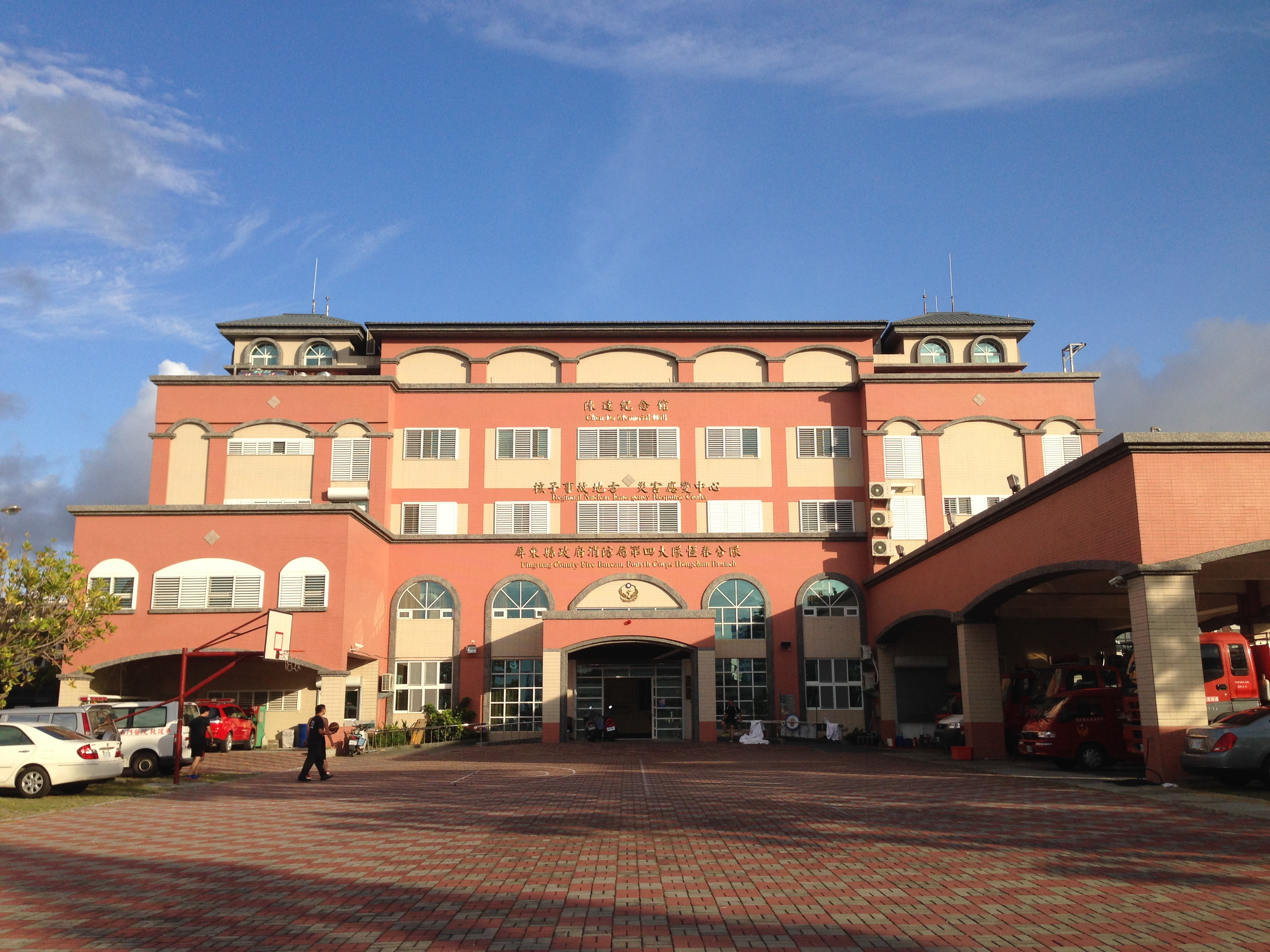
陳達紀念館

## 錄音作品
- 陳達, 1971, 民族歌手-陳達和他的歌。 台北:洪建全教育文化基金會,黑膠唱片。
- 陳達，1998，思想起：陳達自彈自唱。台北：台灣商務印書館，音樂compact disc。
- 陳達，2000，山城走唱，吳榮順製作。台北：風潮音樂國際股份有限公司，音樂compact disc。
- 陳達，2000，陳達與恆春調說唱，許常惠、邱坤良編輯。台北：第一影音，音樂compact disc。
- 陳達等，1992，故鄉的歌，走唱江湖，蔡振南、洪一峰、吳成家作曲。台北：滾石，音樂compact disc。

## 連結
- 台灣歷史辭典：魏心怡：陳達
- 無責任樂評：「紅目達仔」陳達的其人其歌
- 陳達- 台灣大百科全書Encyclopedia of Taiwan  （页面存档备份，存于）
- 自由新聞網：趙靜瑜：荒山僻野的民間彈唱傳奇：陳達
- 臺灣音樂群像 陳達 （页面存档备份，存于）

### 作品聆聽
- 山城走唱- 風潮音樂生活的‧自然的‧心靈的 （页面存档备份，存于）
- YouTube上的"《思想起》陳達"
- YouTube上的"《月琴》鄭怡"